# Knežji dvorec, Dubrovnik
Knežji dvorec (hrvaško: Knežev dvor) je veličasten gotsko-renesančni dvorec v Dubrovniku, ki je služil kot sedež kneza Dubrovniške Republike od 14. stoletja do leta 1808. To je bil tudi sedež ministrskega sveta in državne uprave. Poleg tega je bila v njej nameščena orožarna, skladišče smodnika, stražarnica in zapor. V palači, zgrajeni leta 1739, se nahaja Zgodovinski muzej mesta.
Tik ob poslopju mestne hiše ( nekdanje palače velikega sveta) se nahaja Knežji dvorec, eden najpomembnejših spomenikov reprezentativne posvetne arhitekture ne samo Dubrovnika, temveč cele jadranske obale. Ta gotsko-renesančna palača dolguje svojo podobo številnim večstoletnim prezidavam in dozidavam, nastalim tekom burne zgodovine Dubrovnika. Zgradba je bila večkrat uničena ali hudo prizadeta vsled požarov, eksplozij smodnika in potresov. Na mestu današnjega dvorca, so že v zgodnjem obdobju dubrovniške zgodovine začeli graditi obrambno zgradbo, v statutu pa se omenja kot castrum. Leta 1296 je poslopje omenjeno kot castellum - (kaštel, trdnjava). Ime palača se začne pojavljati v spisih po letu 1349, še pozneje pa kot palazzo magior. Glede na to, da se v spisih omenjajo posamezni deli poslopja, se lahko sklepa, da je bilo govora o poslopju z ogelnimi stolpi, dvema traktoma in visokim zidom, ki so zapirali notranje dvorišče. V 15. stol. je do izraza prišla zahteva, da naj se poslopje olepša. Vsekakor je k temu pripomoglo še dejstvo, da so požari in eksplozije smodnika tako uničili staro poslopje, da ga je bilo treba od temeljev obnoviti. Tako se je po požaru leta 1435, ki je popolnoma uničil staro poslopje, dubrovniška vlada odločila, da bodo sezidali novo palačo. Gradnjo so zaupali Onofriju della Cava, gradbenemu mojstru iz Neapelja, ki je v Dubrovniku že prej sodeloval pri gradnji vodovoda. Leta 1463 je prišlo do ponovne eksplozije smodnika, ki je stavbo zopet močno poškodovala. Novo obnovo so zaupali mojstru Micholzzu, ki je v tistem času sodeloval pri prezidavi dubrovniškega obzidja. Ker pa se z Micholzzovimi načrti niso strinjali, so z gradnjo nadaljevali drugi mojstri. V potresu leta 1667 je bil dvorec ponovno hudo poškodovan. Pričeli so s ponovno obnovo in jo povsem dokončali 1739. V pritljičju atrija postavili spomenik zaslužnemu meščanu Mihi Pracatu. Ta bogati pomorščak je zapustil državi veliko bogastvo in je edini meščan, ki mu je dubrovniška republika v svojem tisočletnem obstoju postavili spomenik. Oprsje je delo kiparja Pietra Giacomettija. Pri zadnji obnovi, ki je bila povsem dokončana 1739 je dvorec dobil podobo kakršno ima še danes.
V dvorcu je bil poleg knezovega kabineta in njegovih privatni soban tudi sedež državne administracije, v kompleksu dvorca pa so bili še orožarna, slkadišče smodnika, prostori za stražo in zapori. Knez, ki je imel mandat vladanja en mesec, ta čas - razen službeno - ni smel zapuščati dvorca, je ob ceremonialu vsak večer sprejemal ključe mestnih vrat, ki so mu bili zaupani v čuvanje. Zjutraj, ko je ključe vračal, se je ceremonial ponavljal.
Danes se v dvorcu nahaja zgodovinski oddelek dubrovniškega muzeja. Razen stilnega pohištva so tu še številni portreti in grbi dubrovniških vlastelinov, slike starih mojstrov, numizmatična zbirka kovanega denarja dubrovniške republike, originalni ključi mestnih vrat in vrsta prepisov važnih državnih dokumentov.